# Gmina Żyraków
Die Gmina Żyraków ist eine Landgemeinde im Powiat Dębicki der Woiwodschaft Karpatenvorland in Polen. Ihr Sitz ist das gleichnamige Dorf.

## Gliederung
Zur Landgemeinde (gmina wiejska) Żyraków gehören folgende 13 Ortschaften mit einem Schulzenamt:
Bobrowa
Bobrowa Wola
Góra Motyczna
Korzeniów
Mokre
Nagoszyn
Straszęcin
Wiewiórka
Wola Wielka
Wola Żyrakowska
Zasów
Zawierzbie
Żyraków

## Persönlichkeiten
- Kazimierz Moskal (* 1962), polnischer Politiker (PiS) und Abgeordneter des Sejm; geboren in Żyraków.